# Swiss Cycling
Der Schweizerische Radfahrer-Bund (SRB), kurz Swiss Cycling (SC), ist der Verband für Radsportler in der Schweiz. Er hat seinen Sitz in Grenchen, ist in 22 Kantonal- bzw. Regionalverbände unterteilt und hat per Ende 2022 knapp 23'000 Mitglieder. Swiss Cycling ist Mitglied der Union Cycliste Internationale (UCI), der Union Européenne de Cyclisme (UEC) sowie der Swiss Olympic Association.

## Geschichte

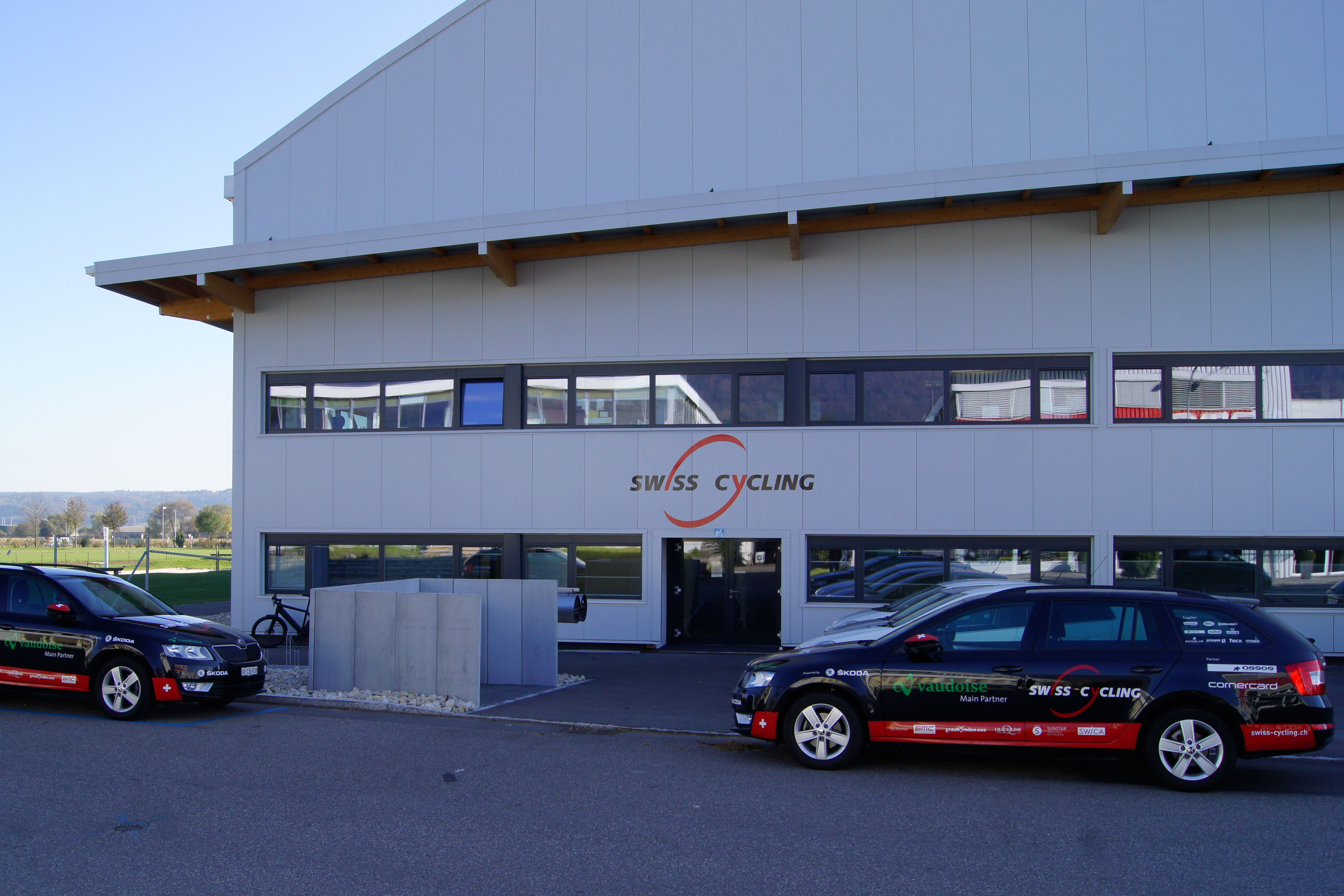
Geschäftsstelle Swiss Cycling im Velodrome Suisse in Grenchen

Der Radsportverband wurde am 30. September 1883 als „Schweizerischer Velozipedisten Verband“ im ehemaligen Hotel du Pont in Brügg bei Biel gegründet. 1908 wurde der Verband in „Schweizerischer Radfahrer-Bund“ (SRB) umbenannt und 1913 in die UCI aufgenommen. 1923 erwirkte der Schweizer Verband die Aufnahme des deutschen Radsportverbandes Bund Deutscher Radfahrer in die UCI, aus dem er nach dem Ersten Weltkrieg ausgeschlossen worden war. 
1929 nannte sich der Verband in «Schweizerischer Rad- und Motorfahrer-Bund» um und organisierte unter diesem Namen 1933 zum 50-jährigen Jubiläum die erste Tour de Suisse. 
1940 wurden die ersten Frauen Mitglieder, erst ab 1966 allerdings «offiziell». 
1967 wurde mit Oscar Plattner der erste vollamtliche Nationaltrainer eingestellt. 1994 fusionierte der Verband mit der Union «Cycliste Suisse» (UCS), dem Radsportverband der französischsprachigen Schweiz, der die Tour de Romandie organisierte.
1999 entging der Verband mit einem Schuldenberg von fast drei Millionen Franken knapp dem Bankrott, die Mitgliederzahl von 45‘000 Mitgliedern im Jahr 1994 war auf 24'000 gesunken. Der Unternehmer Fritz Bösch, der im Mai 2000 zum Präsidenten gewählt wurde, sanierte und modernisierte den Verband, der in «Swiss Cycling» umbenannt wurde. 
Ab 2005 war der frühere Präsident des Schweizer Bauernverbandes und Alt-Nationalrat Melchior Ehrler Präsident des Radsport-Verbandes, der weiterhin mit grossen finanziellen Problemen zu kämpfen hatte. 
Im März 2012 trat Ehrler vom Präsidentenamt zurück, um in den Vorstand zu wechseln. Zum neuen Präsidenten von Swiss Cycling wurde der ehemalige Radrennfahrer Richard Chassot gewählt, der seit 2007 als Direktor der Tour de Romandie sowie als Fernsehkommentator agiert.
2012 hatte der Verband rund 16'000 Mitglieder, von denen rund 2800 Frauen sind. Seit dem 1. Mai 2013 ist der Sitz des Verbandes im Velodrome Suisse in Grenchen.
Im August 2013 trat Chassot mit sofortiger Wirkung vom Amt des Präsidenten zurück, nachdem es im Verband zu Unstimmigkeiten wegen der erneuten Nominierung Pat McQuaids zum Präsidenten des Weltradsportverbandes Union Cycliste Internationale gekommen war. Nachdem Swiss Cycling dessen Kandidatur ursprünglich vorgeschlagen hatte, war diese Nominierung vom Präsidium offenbar gegen den Willen von Chassot wieder zurückgezogen worden. 
Die Aufgaben des Präsidenten wurden vom Vize-Präsidenten Franz Gallati übernommen, der im Rahmen der 147. Delegiertenversammlung von Swiss Cycling, am 22. März 2014, einstimmig zum offiziellen Präsidenten gewählt wurde.
Im Vorfeld der Vorstandswahlen am 22. März 2014 wurde bekannt, dass Swiss Cycling für 2013 einen Überschuss von 778'000 CHF erwirtschaften konnte. Damit war der Verband schuldenfrei.
Am 12. Mai 2019 gestand der seit 2015 tätige Bundestrainer Danilo Hondo, seit 2011 als damals 37-jähriger Profi vom deutschen Sportmediziner Mark Schmidt mit Blutdoping behandelt worden zu sein. Er wurde von Swiss Cycling per sofort freigestellt.

## Kantonalverbände
Swiss Cycling ist juristisch als Verein nach schweizerischem Recht organisiert und im Handelsregister des Kantons Solothurn unter CHE-107.838.097 als Schweizerischer Radfahrer-Bund (SRB) eingetragen.
Per 2023 waren 22 Kantonal- bzw. Regionalverbände Kollektivmitglied beim Verband Swiss Cycling:
| - Swiss Cycling Aargau - Swiss Cycling Kantone Bern und Solothurn - Swiss Cycling beider Basel - Liechtensteinischer Radfahrerverband - Union Cycliste Fribourgeoise - Union Vélocipédique Genevoise - Glarner Radsport Verband - Bündner Radsport Verband | - Association Inter-Jurassienne de Cyclisme - Swiss Cycling Luzern - Union Cycliste Neuchâteloise - Swiss Cycling St. Gallen - SRB Schaffhausen - SRB Schwyz - Thurgau Cycling | - Ticino Cycling - SRB Uri - Association Cycliste Cantonale Vaudoise - Fédération Cycliste Valaisanne - SRB Zug - Zürich Cycling - RMVZOL |

## Präsidenten

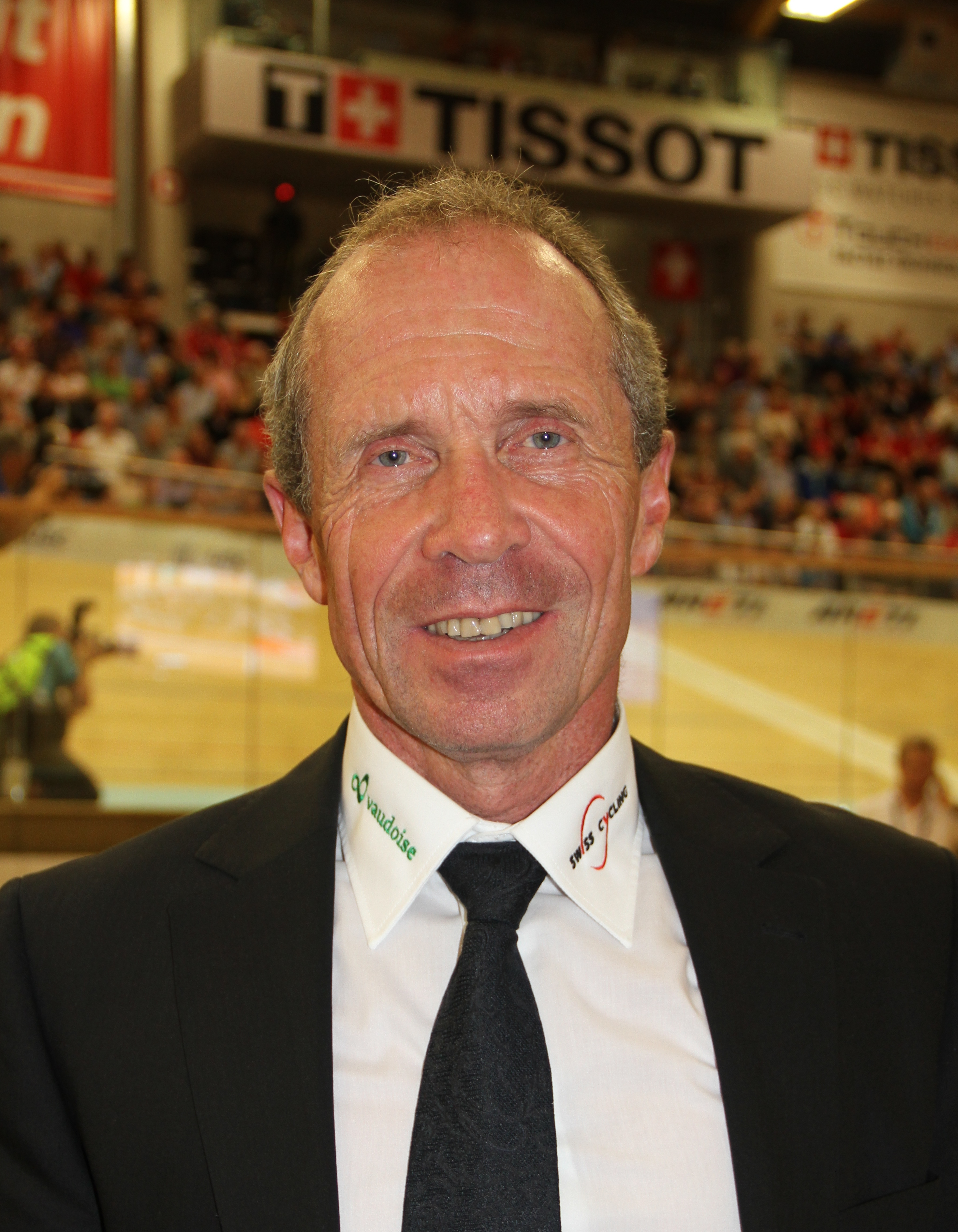
Franz Gallati, seit 2019 Co-Präsident von Swiss Cycling (zuvor seit 2013 Präsident)

| - 1883–1885: F. Reymond, Biel - 1886–1887: Karl Hofstetter, Bern - 1888–1889: F. Mühlemann, Interlaken - 1890–1893: Ed. Burckhardt, Basel - 1894–1895: J. Bindschedler, Zürich - 1896–1896: Fr. Gut, Zürich - 1897: A. Gloor, Zürich - 1898: Karl Krebs, Bern - 1899: Franz Hermann, Bern - 1900–1901: Dr. Ed. Hagenbach, Basel - 1902–1903: A. G. Kunz, Zofingen - 1904–1905: G. Pfister-Senn, Solothurn | - 1906–1907: A. Steiner-Siedler, Zürich - 1908–1909: J. Bindschedler, Zürich - 1910–1934: Willy Wichmann - 1935–1938: Ernst Flury, Solothurn - 1939–1954: Carl Senn, Zürich - 1855–1963: Ernst Lüthi, Zürich - 1964–1966: Alfred Fischer, Wohlen - 1967–1971: Walter Stampfli, Zuchwil - 1972–1978: Karl Graf, Zürich - 1979: Walter Stampfli (interim) - 1980–1989: Bruno Walliser sen., Volketswil - 1990–1994: Herbert Notter, Baden | - 1995: Alex Frei, Fischingen (interim) - 1996–1999: Hugo Steinegger, Bern - 2002: Fritz Bösch, Lyss - 2002–2003: Andreas Wild, Basel (interim) - 2003–2005: Fränk Hofer, Thun - 2005–2006: Michel Savary, St. Silvester - 2005–2012: Melchior Ehrler, Riniken - 2012–2013: Richard Chassot, Freiburg im Üechtland - August 2013–März 2014: Franz Gallati (interim), Arth - März 2014–Februar 2019: Franz Gallati - seit Februar 2019: Franz Gallati und Patrick Hunger (Co-Präsidium) |